# 中嶋あき
中嶋 あき（なかじま あき、1987年12月9日 - ）は、日本の女性声優。東京都出身。旧芸名は中嶋アキ（読み同じ）。本名は太齋 明子。同じく声優の中嶋ヒロは実妹。

## 経歴
小学生の頃から姉妹で声優になりたかった。高校卒業時の進路選択の時に東京アニメーター学院を知った。その後、妹・ヒロと共に同学院に入学。同学院在籍中にテレビアニメ『シャンプー王子』のピカリ姫役でデビュー。第2回声優アワード新人発掘オーディションでは7社からオファーを獲得し、賢プロダクション所属となる。
2021年4月9日、自身のTwitterにて内匠靖明と結婚したことを発表した。
2023年3月31日をもって賢プロダクションを退所し、フリーとなった。同時に芸名を中嶋アキから中嶋あきに改名したことを発表した。

## 人物
双子の妹である中嶋ヒロも声優として活動しており、双子ユニットとしてコンビを組んでの活動も行っている。
特技は柔道（初段）。趣味は謎解き、ラーメン屋巡り、消しゴムはんこ作り。

## 出演

### テレビアニメ
2007年
- シャンプー王子（ピカリ姫）

2009年
- うちの3姉妹（カメラマン）
- はじめの一歩 New Challenger

2010年
- あそびにいくヨ!（オペレーター）
- アマガミSS（女子水泳部員）
- えむえむっ!（女子生徒）
- おおかみかくし（女子生徒、女性）
- ひめチェン!おとぎちっくアイドル リルぷりっ（女子高生A、橘マミ子）

2011年
- THE IDOLM@STER（高槻浩太郎、子供〈弟〉）
- 青の祓魔師（女子生徒）
- うさぎドロップ（母親たち）
- Aチャンネル（女子生徒A）
- 灼眼のシャナIII（“朧光の衣”レライエ）
- STAR DRIVER 輝きのタクト（カリスマ美容師）
- 戦国乙女〜桃色パラドックス〜（町人B）
- ダンボール戦機（中林レイナ）
- ぬらりひょんの孫 千年魔京（母親）
- バトルスピリッツ 覇王（受付嬢）
- プリティーリズムシリーズ（2011年 - 2013年、春音うる、参加者C、お嬢様A、三郎）- 3シリーズ
- 魔乳秘剣帖（村娘B、下忍A、霞）
- WORKING'!!（子供）

2012年
- アクセル・ワールド（生徒アバターA）
- PSYCHO-PASS サイコパス（2012年 - 2013年、メンバー）
- しろくまカフェ（2012年 - 2013年、店員、子供、観光客、タカシくん、エゾリスたち、コウテイヒナA）
- 探検ドリランド（子供）
- ちはやふる（選手）
- 中二病でも恋がしたい！（2012年 - 2014年、鈴木、生徒）- 2シリーズ
- プリティーリズム・ディアマイフューチャー（三郎）
- マギ（マリアム、メイド、男の子、霧の団の女、民衆D、子供B）- 2シリーズ
- メタルファイト ベイブレード ZEROG（少年A）
- リトル・チャロ〜東北編〜（プロキオン）
- LUPIN the Third -峰不二子という女-（少年）

2013年
- とある科学の超電磁砲S（少年）
- 波打際のむろみさん（イルカ4）

2016年
- カミワザ・ワンダ（文武両太）

2018年
- アイカツフレンズ!（編集者）
- レイトン ミステリー探偵社 〜カトリーのナゾトキファイル〜（サラ）

2022年
- もっと!まじめにふまじめ かいけつゾロリ（ペコリ）

### 劇場アニメ
- トワノクオン（2011年、オペレーター6）

### OVA
- ひぐらしのなく頃に煌（2012年、女性）
- THE IDOLM@STER SHINY FESTA ハニーサウンド / ファンキーノート（2012年、女レポーター、高槻浩太郎） - 2作品

### ゲーム
- みんなのテニス ポータブル（2010年）
- ラストランカー（2010年）
- グロリア・ユニオン（2011年、メラニー[11]、アンヌ・コーマック[11]）
- ダンボール戦機（2011年、中林レイナ）
- ファイナルファンタジーXIII-2（2011年）
- レイトン教授と奇跡の仮面（2011年）
- キキトリック（2011年）
- SOUL SACRIFICE（2013年）
- 闘神都市（2014年、プルマ[12]）

### ドラマCD
- オーディオノベル ハッピーバースデー（野村真知子）

### BLCD
- 妄想エレキテル2（春平の母）
- 妄想エレキテル3（まゆ）

### 吹き替え

#### 映画
- 奇人たちの晩餐会 USA（マーサ）
- きみはペット（イ・ヨンウン〈チュン・ユミ〉）
- 獣の棲む家（リアール〈ショペ・ディリス〉）
- ザ・ウォード/監禁病棟（アイリス〈ミカ・ブレーム〉）
- スティーヴ・オースティン ザ・ハンティング（キム〈マリー・アブゲロプロス〉）
- 妻への家路（タンタン〈チャン・ホエウェン〉）
- ヒプノティスト-催眠-（ベンヤミン・バルク）
- LOFT.（シャロン）

#### テレビドラマ
- iCarly
- アンフォゲッタブル 完全記憶捜査
- ウォーキング・デッドシーズン1 - 5（カール・グライムズ〈チャンドラー・リッグス〉、ベス） - 5シリーズ
- 科学ファミリー ラボラッツ（ジャネル）
- 救命医ハンク セレブ診療ファイル #7
- グッドラック・チャーリー（マディソン）
- GRIMM/グリム（ホリー 他）
- ゴースト 〜天国からのささやき（ポーラ）
- ジョナス in L.A.（エマ・ロバーツ）
- ジョン・レノンの魂 〜アーティストへの脱皮 苦悩の時代〜（ジュリアン・レノン 他）
- 第3病院〜恋のカルテ〜（チェ看護師、ミンジュン）
- 妻への家路（タイタン）
- 特異な身体と闘う人びと 超肥満（ジーナ）
- Dr.HOUSE シーズン7（レイチェル）
- 根の深い木〜世宗大王の誓い〜（ソホン、モギャ）
- パスタ〜恋が出来るまで〜（友達2）
- HAWAII FIVE-0（カイラ）
- ファントム（チェ・スンヨン〈ソン・ハユン〉）
- Project Mc2シーズン1 - 3（マケイラ） - 3シリーズ
- HOMELAND（ベッツィ）
- Lie to me 嘘の瞬間 シーズン2（ドリ）
- リベンジ（ベッカ）
- レバレッジ 〜詐欺師たちの流儀（マリア）

#### アニメ
- ザ・ペンギンズ from マダガスカル（赤ちゃん）
- ちいさなプリンセス ソフィア（ペグ）
- フィニアスとファーブ（エマ・ロバーツ）

### 映画
- タツノオトシゴ（ナレーション）

### ボイスオーバー
- 健康バラエティー ドクター・オズ・ショー
- 初代トロフィーの数奇な運命（クララ・アセヴェド）
- 数字で語る人体
- タイガの子（お母さん）
- ドクターアリスが教える 長寿の秘密
- ボスの現場潜入（タミー）
- マーサ・スチュワート

### ラジオ
- 劇団ぴか☆いち（超!A&G+、2008年11月3日 - 2009年3月31日）

### デジタルコミック
- VOMIC 現代都市妖鬼考 霊媒師いずな

### イベント
- 東京国際アニメフェア 声のから騒ぎ（東京ビッグサイト、2009年3月21日）
- キングラン アニソン紅白2009（2009年12月31日）
- 賢プロ歌謡ショウ2010〜ハッピーバレンタイン・スペシャル Vol.1 in横浜（関内ホール、2010年2月6日）
- TOKYOアニソンライブ'10（東京ビッグサイト、2010年3月28日）
- 声優の日GWスペシャル（東京アニメセンター、2010年5月1日・5月2日・5月5日）
- キングラン アニソン紅白2010 supported by スカパー！（2010年12月31日）
- 東京アニメセンタークロージングセレモニー/東京アニメセンターアワード授賞式（東京アニメセンター、2011年1月10日）
- 〜アニソン夏ライブPART8〜紅白対抗うた祭／コミケもいいけどライブ もね！（六本木Bee-Hive、2012年8月11日）
- 『揺るぎなき信念の一周年ライヴ！〜君と奏でたいこの唄を〜（秋葉原StudioPENTAGON

、2012年9月8日）
- CAPILS主催 めめ＆YU-NA [選択が未来を紡ぐBDイベント] 〜生まれていいのは生きる覚悟のある者だけだ〜（恵比寿LIVE GATE TOKYO、2013年3月28日）※朗読劇パートで出演
- 〜日本の素敵を届けます〜菅沼萌恵produce、liveパフォーマンス企画【華志-kashi-和live2014，弍】（Performing Gallery &Cafe  絵空箱、2014年3月27日）
- めめ＆YU-NA 1ヶ月遅れ人類最強のBDイベント〜見たことのない景色(イベント)みせてやるぜ〜（池袋Dot、2014年4月19日）※リーディングパートで出演
- FRELS結成三周年記念 ライブ&リーディングイベント「悔いなき選択2014〜ここからもっと飛ばしていくぜ! エターナルFRELS〜」（池袋Dot、2014年12月13日）
- FRELS(志水めぐみ＆YU-NA)結成 想いを繋ぐ四周年記念イベント〜その夏はきっと永遠になる〜（サウンドステージMIFA、2015年8月22日）
- 〜日本の素敵“和”×人と人を繋ぐ“輪”を届けます〜菅沼萌恵produce liveパフォーマンス企画【和らいぶ vol.24】（PerformingGallery&Cafe絵空箱、2016年5月24日 - 5月26日）

### 舞台
- 賢プロ新鮮組公演 注文の多い料理店・セロ弾きのゴーシュ・イソップ寓話 他（中目黒ウッディシアター、2010年5月8日・5月9日）タヌキ 役
- みどりぐみ朗読劇 アナザーヴィーナス（関内ホール、2010年6月19日）湯田有沙 役
- 朗読劇 ハッピーバースデー（横須賀市文化会館 大ホール、2012年11月20日）浜本晶 役
- 賢プロ朗読・朗読劇公演 ヴィヨンの妻（ウッディシアター中目黒、2013年1月17日 - 1月20日）
- 朗読劇 スターダスト・ホテル（座・高円寺 2ホール、2013年3月1日 - 3月3日）桜井桃子 役
- 朗読劇 ハッピーバースデー（関内ホール、2013年11月30日）浜本晶 役
- GAIA art entertainmentプロデュースディナー公演 arcadia vol.2『浮世の値段』〜志士・華々〜（レストランパペラ、2014年1月22日・1月24日・1月30日）里 役
- 劇団熱血天使第10回公演 松陰の夢（日暮里d-倉庫、2014年6月25日 - 6月29日）まさ 役
- 淑徳大学千葉キャンパスホームカミングデー千葉キャンパス2014 朗読劇 ハッピーバースデー（淑徳大学千葉キャンパス 5号館201教室、2014年11月2日）浜本晶 役・男児B 役
- 劇団水中ランナー第二回公演「紡ぐ舞い」（中野ウエストエンドスタジオ、2014年11月5日 - 11月9日）紗織 役
- ヴィヨン堂 ナラティブシアター「GIFT」（レストランAOSHIMA 青山店、2014年12月13日）
- 謎解き×リーディング Theatrick第一弾「新米助手の計らずも悩ましい一日」（中目黒ウッディシアター、2015年1月13日 - 1月18日）絹代 役・さと 役
- 朗読劇 ハッピーバースデー チャリティ公演2015小田原（小田原市民会館、2015年1月25日）
- 劇団水中ランナー第三回公演「紫陽花の夢」（中野ウエストエンドスタジオ、2015年7月15日 - 7月20日）照美 役
- 声優口演 SPECIAL（よみうりホール、2015年11月7日・11月8日）
- 劇団水中ランナー第四回公演「追想と積木」（高田馬場ラビネスト、2015年12月9日 - 12月13日）
- BLUE DESTINY（新中野ワニズホール、2016年7月8日 - 7月10日）シオン 役
- 演劇集団とってお木第二回公演「ホテルthe寿」（大塚萬小劇場、2016年10月13日 - 10月16日）村上美香 役
- teamWORLD「BLUE DESTINY〜逢魔篇〜」（シアターバビロン、2016年11月10日 - 11月13日）シオン 役
- 劇団水中ランナー第六回公演「海を想う」（中野ウエストエンドスタジオ、2016年12月7日 - 12月14日）
- teamWORLD「BLUE DESTINY〜刻印篇〜」（千歳船橋APOCシアター、2017年2月16日 - 2月19日）シオン 役
- わらかどプロデュースVol.5「必然の幸運」（劇場MOMO、2017年3月8日 - 3月12日）
- コズヱヲプロデュース #8「アオイトリ」（新宿眼科画廊スペース地下、2017年7月14日 - 7月18日）

### その他コンテンツ
- アース・ビジョン地球環境映像祭（司会）
- NHKプレマップ 秋の語学2012 ナレーション（2012年9月29日・10月1日・10月5日）
- 賢ch 三分間ブッキング（賢プロダクション公式サイト、2009年10月1日）
- オーディオブック ハッピーバースデー（2009年、野村真知子）
- 東京アニメーション学院 テレビCM（顔出し出演）
- 漫画能力検定試験アナウンス